# Wael Charaf
Pour les articles homonymes, voir Charaf.
Wael Charaf, né le 15 juillet 1977, est un acteur syrien, connu pour avoir joué dans le feuilleton historique Bab al-Hara (saisons 1 à 7), où il joue Moutaz.
Le tournage de Bab al-Hara se déroule a Damas.

## Biographie
Wael Charaf, a été en mesure d'occuper une place particulière parmi un grand segment de la population Syrienne, où attirer l'attention de tous en vedette sa performance et l'extrême maîtrise des rôles joués.
Wael a participé à un certain nombre de TV entreprise à partir de la production des sociétés arabes et syriennes spéciales de télévision, dont le vrai nom Wael Subhi Mohammed Sharaf al-Rifai, le fils d'un artiste Syrien Soubhi al-Rifaï, et les débuts dans une série de miroirs, مرايا en 2003. Il a voyagé en Ukraine pour étudier la médecine, mais il a constaté que le domaine de la médecine ne lui convient pas, revinrent à la recherche de talents dans le domaine de la représentation, qui lui a succédé a prouvé son existence, il a gagné un grand public après une performance spéciale personnelle Moutaz (Abul Ezz, Zaim al-Hara) dans la série Bab Al Hara, non seulement en Syrie mais dans le monde arabe est toujours dans la même série à succès réchauffer les 7 saisons en continuant à fournir un travail formidable.
Wael dépend dans l'incarnation des rôles différents sur le dessin personnelle par la plume et du papier pour ajouter ces fonctionnalités qui ne ont pas immédiatement après la lecture du texte, en collaboration avec l'écrivain et le réalisateur prête sa créativité drames, Wael a reçu un prix de la société Adj pour son rôle distinctif dans la série Bab Al Hara, ainsi que dans le magazine Saydati, il a été honoré aussi aux États-Unis et en présence de plusieurs festivals arabes et internationaux en France.

### Vie privée
Wael est marié , il a une fille Leymar et un fils Djoud.

## Filmographie
- 2003: Boukat Dhaoua 3 (Goutte de lumière 3) (Saison 3)
- 2003: Dhikrayat Az-Zaman Al Kadem (Les Souvenirs du temps anciens)
- 2003: Ana wa Aammati Amina (Moi et ma tente Amina), Hatem
- 2003: El Houdjadj (Les pèlerins)
- 2003: Maraya (Miroir) (1 Seul épisode)
- 2003: Al-Moutanabbi
- 2003: Iss'al Rouhak (Pose toi question)
- 2003: Hakayat Al Layl wa An-Nahar (Les Histoires de la nuit et le jour) (épisode Kays wa Layla)
- 2004: Al Khayt Al Abyadh (Le Fil blanc), Djamal
- 2004: Fatl Ar-Rabie (La saison du printemps), Achraf
- 2004: Layali As-Salihya (Les Bonnes nuits), Abd Al Hay
- 2005: Ridjaha, Arif
- 2005: As-Shams Tachrouk min Jadid (Le Soleil se lève encore), Ryadh
- 2006: Al Kadhya 6008 (l'Affaire 6008), Nadim
- 2006: Ahl Algharam (Les Amoureux),
- 2006: Wichaà Alhawa, André
- 2006 - 2010: Bab al-Hara, Moutaz (Abou Elezz, Aguid al-Hara) (Saison 1, 2, 3, 4, 5)
- 2007: Aàkal Almadjanin
- 2007: Aljamr wa Aljamar
- 2007: Antar Ben As-Shaddad, Hounayfa Ben Badr
- 2007: Sirat Alhoub, Différent role: 1- Alladin Alladin et la Lompe Magique, 2- Tamim Soukar Makr, 3- Ammar Mabas Tama Ghayrama
- 2007: Koum Al hajar, Ahmad
- 2008: Layssa Saraba, Amer
- 2008: Beit Jeddi, Adjaj (Saison 1)
- 2009: Kalbi Maàkoum, Fouad
- 2010: Laànat At-Tin, Jaouad
- 2010: Baàd As-Soukout, Madjid
- 2011 - 2012: Dalila wa Zaybak, Ali Zaybak (Ali Ibn Hassan Raàss El-Ghoul) (Saison 1 et 2)
- 2012: Tahoun As-Char, Zidou
- 2014: Bab al-Hara, Moutaz (Abou Elezz, Zaim al-Hara) (Saison 6)
- 2015: Bab al-Hara, Moutaz (Abou Elezz, Zaim al-Hara) (Saison 7)